# ドラゴンボールZII 激神フリーザ!!
『ドラゴンボールZII 激神フリーザ!!』（ドラゴンボールゼットツー げきしんフリーザ）は、バンダイから発売されたファミリーコンピュータ用ロールプレイングゲーム。テレビアニメ『ドラゴンボールZ』（1989年 - 1996年）を題材としたファミコン作品第2弾。

## 概要
前作『ドラゴンボールZ 強襲!サイヤ人』（1990年）から基本的システムは変わらないが、複数攻撃・オートバトルの追加や全員で行動することにより、テンポが上がりストーリーを進めやすくなっている。また、必殺技を使用する際、キャラクターの目元のカットインが挿入されるようになるなど演出も強化された。
フリーザ編（ナメック星編）を題材としているが、超サイヤ人は本編に登場しない。また、原作ではサイヤ人との戦いで死亡したヤムチャ、天津飯、餃子が生き残っており、ナメック星での戦いに参加する。
非売品として、イベントで限られた人だけが入手できたゴールデンカートリッジが存在する。2015年、ヤフオク!で本作のゴールデンカートリッジ（付属品、イベント会場で入手できたグッズ付き）が91万円で落札されて話題になった。
ニンテンドー3DS用ソフト『バンダイナムコゲームスPRESENTS Jレジェンド列伝』（2013年）の初回封入特典には、本作がダウンロードできるコードが同梱されている。

## ゲーム内容

### システム
『強襲!サイヤ人』のものをベースとしているが、そこから改変が加わっている。
移動
カードに書かれた星の数（1 - Z、Zは8）をもとに進む。常に全員（マップ上の表示は悟空が最優先となり、悟空不在時は悟飯となる）で行動するようになり、地上マップでは「あるく」か「とぶ」を選ぶことができる。「とぶ」を選んで移動した場合、移動できる距離が大きくなるが、後述の運命の選択で敵と遭遇する確率が高くなり、「あるく」を選んで移動すると、敵と遭遇しにくくなるが星の数しか進めない。今作ではマップ上の敵も行動するようになり、遭遇すると戦闘もしくはイベントが発生。また、宇宙船での移動や修行専用マップでは「いどう」になる。
運命の選択
一度進めるごとにイベントが起こる。内容によっては敵と遭遇したり相手を妨害することができる。敵側も同様。
戦闘（カードバトル）
戦闘はカードで行われる星の数で（1 - Z）が攻撃力、漢数字（一 - Z）で防御力が決まり、攻撃は漢数字の多い順に行われる。カードの流派と各キャラクターの流派が一致すると、強力な「複合攻撃」や敵全員を攻撃する「複数攻撃」ができる。「必」と書かれたカードを使うと、BE（バトルエネルギー）を消費して必殺技を繰り出せる。必殺技には敵全体を攻撃するものもある。キャラクターはHPが29以下になると、顔の上に「ピンチ!」の文字が点滅し、0になると回復効果のあるおたすけカードを使って全快しない限り戦闘に参加できなくなる。前作とは違い死亡扱いではなく一時離脱扱いとなるため、回復さえできればいつでも復活可能。敵に勝利すると経験値としてBPが貰え、一定の値になるとレベルアップ。サイヤ人である悟空、悟飯、ベジータは、瀕死の状態から一気に全快するとレベルアップする。
修行
メンバーの中から一人選び、成功させるとBPが貰える。
天下一武道会
バックアップやステータス画面に表示されるパスワードを入力し、対戦するモード。8人トーナメントと4人バトルロイヤルがプレイできる。通常の戦闘と違い、手持ちのカードは裏返しにされる。なお、パスワードはZ戦士のみならず全ての戦士のものが存在し、入力すれば、ベジータ、若者、ネイル、敵キャラクターも操作できる。惑星戦士のみでのトーナメント戦やフリーザの4形態によるバトルロイヤルも可能。
コンティニューZ
天下一武道会では前作である『強襲!サイヤ人』で作成されたZ戦士たちのパスワードが入力できる。その際、8人トーナメントを選び、なおかつ『強襲!サイヤ人』のZ戦士全員分のパスワードを入力すると成立し、はいを選べば特典付きでゲーム本編が始まる。
特典内容は2つあり、前作に登場したZ戦士たちの初期レベルは11だが、もしパスワードの戦士たちのレベルが12以上ならば「そのレベルとそのレベルに必要な最低BPでスタート」「最初に持っているお助けカードの増加」と言うもの。前作の最大レベルは20で本作は40なため、引継ぎレベル上限は20。高いレベルであるなら序盤の難易度は下がる。
ただし、引継ぎBPは本作基準であり、本作のレベル20以下の必要最低BPは前作より少ないため、完全な引継ぎスタートとまではいかない。

### 運命の選択（移動後のイベント）
ブルマ
味方側：仲間全員のHP・BEを少し回復。
カリンさま
味方側：仲間全員のHP・BEをかなり回復。
エンマさま
星・漢数字の数が少ないバトルカードを攻Z防Zにする。
ウーロン
味方側：手持ちのバトルカードのうちの1枚、または全部を交換する。
敵側：手持ちのバトルカード全部を交換。
ポルンガ
ナメック星でのみ発生するイベント。
味方側：お助けカードが手に入る。
亀仙人
味方側：誰か1人が修行できる。
じいちゃん
ナメック星でのみ発生するイベント。
味方側：マップ上の敵1体を1回休みにできる。
敵側：敵側が1回休みになる。
フリーザ
味方側：敵と遭遇する。前述通り「とぶ」を選んで移動した場合は出る確率が高くなり、逆に「あるく」を選んで移動した場合は出る確率が低くなる。
ベジータ
宇宙でのみ発生するイベント。
味方側：隕石か太陽に接近する。破壊すると全員のBEが10％減り、避け損ねると全員がダメージを受ける。
ギニュー
ナメック星でのみ発生するイベント。
味方側：お助けカードを1枚失う。
敵側：お助けカードを一枚失う。
バータ
ナメック星でのみ発生するイベント。
敵側：敵側の移動力が上がる。
グルド
ナメック星でのみ発生するイベント。
味方側：ナメック星でのみ発生するイベントで、Z戦士が1回休みになる。
敵側：Z戦士が1回休みになる。
キュイ
ナメック星でのみ発生するイベント。
敵側：星・漢数字の数が最も多いカードを、攻一防一にされる。
スカ
何も起こらない。

### おたすけカード

#### 回復系
ブルマ
1ターンに1回、仲間1人のHP・BEを少し回復する。使ってもなくならないが、デンデカードを得た時に入れ替わる形で消滅する。
デンデ
1ターンに1回、仲間1人のHP・BEをかなり回復する。使ってもなくならないが、フリーザが最終形態になった後はフリーザにデンデが殺されるため使用不能となる。
仙豆
1人のHP・BEを完全に回復する。戦闘不能者を回復させることも可能。サイヤ人が瀕死の状態で利用するとレベルが1もしくは2アップする。
カリンさま
全員のHP・BEを完全に回復する。

#### 攻撃系
じいちゃん
敵1体の行動を1ターン封じる。
エンマさま
手持ちのカードの中から1枚を選んで、その星の数を「Z」にすることができる。
占いババ
手持ちのカードの中から1枚を選んで、その漢数字の数を「Z」にすることができる。
チチ
手持ちのカードの中から1枚を選んで、その流派を「必」にすることができる。
カイオウさま
仲間1人の攻撃力を上げる。
ミスターポポ
敵に1ターンだけ必殺技を使えなくさせる。
若者
ナメック星人の若者（CPU操作）が助けに来てくれる。呼び出せるのは一人まで。一定の時期までゲームを進めると、（カードを持っていても）使用できなくなる。

#### 交換系
ウーロン
手持ちのカードを全て、新しいものと交換できる。
プーアル
敵1体のカードと、手持ちのカードを1枚だけ入れ替える。

#### 特殊効果系
スカウター
バトル中に使うと、相手のHPとBP数値が分かる。運命の選択時に使うとフリーザカードの場所が分かる。天下一武道会で使うと、手持ちのカードを常に見ることができる。
ポルンガ
3種類のカードの効果を得られる。
カエル
ギニューのボディチェンジを無効化させることができる。
ドラゴンレーダー
ドラゴンボールのありかを示す。また、方向だけ知らせた前作と違いこのカードによってフィールド全体を見渡すことができるようになった。
ドラゴンボール
ピッコロを生き返らせるためのキーアイテム。

### 修行

#### 運命の選択の修行
パワーをつける修行
最初に漢数字か星の数かを選び、CPUが出したカードと同じか、それより大きい数のカードを5回出すとBPが貰える。失敗するとBEが減る。
敏捷性を養う修行
流派・星の数・漢数字が同じカードを出し続ける。出した回数が多いほどBPが貰える。出せなくなったり失敗するとBEが減る。途中で中断できる。

#### ピッコロの修行
上記の2つに加え
分身修行
自分の能力を半分にし、それと同じ能力を持った相手と戦う。戦闘に勝利することでBPが貰える。なお、この戦闘では必殺技は使用不可。

#### 重力修行
悟空の宇宙船で行われる修行。重力マシンが出したカードの星の数の合計よりも、自分のカードの星の数の合計が大きくなると修行成功となる。同値だと引き分け。カードの星の数の合計で負けると修行に失敗し、重力マシンの数値に応じたダメージを受ける。また、星の数の合計が10を越えても失敗となる。成功するとBPが貰えるが、修行に失敗し続けて、悟空のHPが0になるとゲームオーバーになる。

## ストーリー
セーブポイントによって、全部で15のストーリーが展開される。
- いざ!ナメックせいへ!
- むらへいそげ!
- ゴクウしゅっぱつ!
- あのむらへとべ!
- うちゅうのゴクウ!!
- しょうねんデンデ
- しゅぎょうしゅうりょう
- さいちょうろうのもとへ
- ピッコロのしゅぎょう
- みんなパワーアップ
- ドラゴンボールをうばえ（すでにドラゴンボールを奪っていれば次のストーリーへ）
- たいけつ!とくせんたい! or ゴクウとうちゃく!（ドラゴンボールを渡すかどうかで分岐）
- いそげ!デンデ!
- たおせ!あくのフリーザ

## 登場キャラクター

### 味方キャラクター

#### Z戦士
本作では途中で流派が変わることは無い。
孫悟空（ゲーム中では「ゴクウ」と表記される）
主人公。重力修行を経てZ戦士たちと合流。メンバー中最強のBPを誇るが、単独行動が多くパーティーに合流するのは終盤。流派は「界」。
必殺技（エネルギー波、かめはめ波、界王拳、界王拳かめはめ波、3倍界王拳、3倍界王拳かめはめ波、界王拳10倍、界王拳10倍かめはめ波、界王拳20倍かめはめ波、元気玉、超元気玉）
ピッコロ
ナメック星人。悟飯の師匠。界王様の修行、ネイルとの同化を経てからフリーザ戦で合流する。打撃の威力は悟空よりも上である。流派は「魔」。
必殺技（魔光砲、連続エネルギー波、爆裂魔光砲、口から怪光線、魔貫光殺砲）
孫悟飯（ゲームでは「ゴハン」と表記される）
悟空の息子。初期レベルの頃のHPは、他のZ戦士と比べて低め。流派は「魔」。
必殺技（エネルギー波、魔閃光）
クリリン
悟空の親友。能力は平均的だが、拡散エネルギー波はZ戦士の中で全体攻撃が可能な唯一の必殺技。流派は「亀」。
必殺技（かめはめ波、拡散エネルギー波、気円斬、太陽拳）
ヤムチャ
悟空の仲間。繰気弾は確実に命中する。流派は「亀」。
必殺技（かめはめ波、繰気弾）
天津飯（ゲーム中では「テンシンハン」と表記される）
元鶴仙流の武道家。初期メンバーの中ではステータスが高い。流派は「亀」。
必殺技（エネルギー波、気功砲、四身の拳、四身の拳・気功砲、太陽拳）
餃子（ゲーム中では「チャオズ」と表記される）
元鶴仙流の武道家。超能力は相手の動きを止める効果がある。流派は「亀」。
必殺技（超能力、どどん波）

#### その他
ベジータ、若者は操作できない（NPC）キャラクターのため、実質5人+αで戦うことになる。ただし敵側同様、必殺技などの使用時に消費するBEが∞（＝無制限）となっている。
ベジータ
サイヤ人の王子。能力は高いが、操作することができない。一定の時期になると、Z戦士と合流する形となる。流派は「惑」。
マップ上で遭遇すると、持っているドラゴンボールを奪われる。
必殺技（エネルギー波、連続エネルギー波、爆発波、ギャリック砲）
ネイル
最長老の側近であり、ナメック星人では最も高いBPを持つ。デンデがZ戦士たちのもとへ行く時間稼ぎのためにフリーザと闘うことになる。流派は「魔」。
必殺技（エネルギー波）
若者（ゲーム中では「わかもの」と表記される）
ナメック星人の若者。若者カードを使うか、村が攻め込まれた時に登場するが、敵を倒すことは不可能。その後ドラゴンボールは強奪され、村は滅ぼされる。流派は「魔」。
必殺技（エネルギー波）

### 敵キャラクター
敵の流派は全員「惑」に設定されている。

#### 雑魚キャラクター
ナップル型
ロンメ
フリーザの手下。
必殺技（エネルギー波）
登場…「いざ!ナメックせいへ!」「むらへいそげ!」「ゴクウしゅっぱつ」「あのむらへとべ!」「うちゅうのゴクウ!!」
クランボ
フリーザの手下。同レベルの敵の中では最弱だが、宇宙ステージのイベントで登場する時がある。
登場…「しょうねんデンデ!」「しゅぎょうしゅうりょう」「さいちょうろうのもとへ」「みんなパワーアップ!」
必殺技（エネルギー波）
ナップル
フリーザの手下。
必殺技（エネルギー波）
登場…「さいちょうろうのもとへ」「みんなパワーアップ!」「ドラゴンボールをうばえ」以降。
アプール型
ナバナ
フリーザの手下。BPは約1200。スタート直後はZ戦士よりもHPが高いが、耐久力が低い。
必殺技（エネルギー波）
登場…「いざ!ナメックせいへ!」「むらへいそげ!」「ゴクウしゅっぱつ」「あのむらへとべ!」「うちゅうのゴクウ!!」
ロベリー
フリーザの手下。BPは約3500。
必殺技（エネルギー波）
登場…「しょうねんデンデ!」「しゅぎょうしゅうりょう」「さいちょうろうのもとへ」「みんなパワーアップ!」
アプール
原作にも登場したフリーザの手下。本作におけるBPは約6000。ナップル、グプレー、アプールは、通常遭遇するほかに、キュイなどのボスキャラクターに連れられて登場することがある。
必殺技（エネルギー波）
登場…「さいちょうろうのもとへ」「みんなパワーアップ!」「ドラゴンボールをうばえ」以降。
ラーズベリ型
ネイブル
フリーザの手下。BPは約1100。
必殺技（ビームガン）
登場…「いざ!ナメックせいへ!」「むらへいそげ!」「ゴクウしゅっぱつ」「あのむらへとべ!」「うちゅうのゴクウ!!」
モンレー
フリーザの手下。BPは約3700。
必殺技（ビームガン）
登場…「しょうねんデンデ!」「しゅぎょうしゅうりょう」「さいちょうろうのもとへ」「みんなパワーアップ!」
グプレー
フリーザの手下。カナッサ星でも登場する。BPは約6200。
必殺技（ビームガン）
登場…「さいちょうろうのもとへ」「みんなパワーアップ!」「ドラゴンボールをうばえ」以降。
キュイ型
ゴンマー
フリーザの手下。BPは約8000。グラフィックはキュイの色違い（青）。「魔」の流派のバトルカードを沢山使う。
必殺技（エネルギー波）
登場…「ドラゴンボールをうばえ」以降。
パイヤー
フリーザの手下。BPは約10000。キュイの色違い（赤）。展開によっては遭遇しない（リクームのお供としてのみ登場）。
必殺技（エネルギー波）
登場…「たいけつ!とくせんたい!」
ドドリア型
カーボス
フリーザの手下。BPは約17000で雑魚の中では最強。ドドリアの色違い（黄）。カナッサ星で、またはボスに連れられて出現する。
必殺技（エネルギー波）
登場…「しゅぎょうしゅうりょう」「たいけつ!とくせんたい!」
ザーボン型
ユーズ
フリーザの手下。BPは約15000。ザーボンの色違い（紫）。BPはカーボスよりやや低いが、HPが高い。カーボス同様カナッサ星で、またはボスに連れられて出現する。
必殺技（エネルギー波）
登場…「しゅぎょうしゅうりょう」「たいけつ!とくせんたい!」

#### ボスキャラクター
｢必｣または｢惑｣で漢数字がZのバトルカードを使うことが多い。
キュイ
フリーザの手下。BPは19000。
必殺技（エネルギー波、連続エネルギー波、爆発波）
ドドリア
フリーザの側近。BPは22000。BPはザーボン（変身前）よりも若干低いが、HPおよび攻撃力の高さが特徴。
必殺技（エネルギー波、爆発波、口から怪光線）
ザーボン
フリーザの側近。この状態で倒すと変身する。
必殺技（エネルギー波、スーパーエネルギー波、爆発波）
ザーボン（変身）
変身したザーボン。BPは55000。BPは変身前の倍以上に上がっているが、HPは変化無し。
必殺技（エネルギー波、スーパーエネルギー波）

ギニュー特戦隊
フリーザが呼び寄せた5人組のエリート部隊。一度に全員と戦うか、1人1人と闘うかを選択することになる。
ギニュー
特戦隊隊長。能力はメンバーの中では最も高く、攻撃力、守備力ともに優れる。悟空合流後、相手と体を交換する必殺技ボディチェンジを多用する（自分よりもBPが高いキャラクターに対して使用してくる）。ボディチェンジを受けたキャラクターは、HPが現在値や最大値に関係なく29に減少し、ギニューの姿になるが、カエルカードを持っているとこれを無効化できる。
必殺技（エネルギー波、スーパーエネルギー波、爆発波、ボディチェンジ）
リクーム
特戦隊隊員。攻撃力、守備力ともに高い。
必殺技（エネルギー波、連続エネルギー波、イレイザーガン）
バータ
特戦隊隊員。攻撃の回避率が高い。
必殺技（エネルギー波、スピードアタック）
ジース
特戦隊隊員。隊員の中では最も平均的なBP。
必殺技（エネルギー波、クラッシャーボール）
グルド
特戦隊隊員。BPは隊員の中で最も低いが、タイムストップを受けると動きを止められる。
必殺技（エネルギー波、タイムストップ）

フリーザ
宇宙の帝王。3回変身する。
必殺技（エネルギー波、スーパーエネルギー波、爆発波）
フリーザ（第二形態）
大柄なフリーザ第二形態。変身前よりも攻撃力、守備力が高くなっている。この形態以降、BPは計測できない。
必殺技（エネルギー波、爆発波）
フリーザ（第三形態）
怪物風なフリーザ第三形態。
必殺技（エネルギー波、爆発波）
フリーザ（最終形態）
最終形態。本作の最終ボス。
必殺技（エネルギー波、爆発波）

## スタッフ
- プロデューサー：バンダイ
- ディレクター、ストーリー：杉本則之
- プログラマー：TRACEY (しみずかずや）
- エグゼクティブ・プロデューサー：東海林隆、JR
- デザイン：N.SUGIMOTO、T.EGUCHI、MUGARUTIE、SOBA
- ミュージック：1CH（いちだたけし）
- アシスタント：MAMETA、MATSUNAGA
- デザイン・オフィス：D&D

## 評価
ゲーム誌『ファミコン通信』の「クロスレビュー」では合計23点（満40点）、『ファミリーコンピュータMagazine』の読者投票による「ゲーム通信簿」での評価は以下の通りとなっており、22.9点（満30点）となっている。また、1998年に刊行されたゲーム誌『超絶 大技林 '98年春版』（徳間書店）では「戦闘シーンの迫力が数段アップした」と紹介されている。
| 項目 | キャラクタ | 音楽 | お買得度 | 操作性 | 熱中度 | オリジナリティ | 総合 |
| 得点 | 4.3        | 3.7  | 3.2      | 3.9    | 4.1    | 3.8            | 22.9 |

## 前作・続編
- ドラゴンボールZ 強襲!サイヤ人（1990年10月27日発売）
- ドラゴンボールZIII 烈戦人造人間（1992年8月7日発売）
- ドラゴンボールZ外伝 サイヤ人絶滅計画（1993年8月6日発売）

## 関連商品
攻略本
- ジャンプ コミックス セレクション ファミコン奥義大全書 ドラゴンボールZII 激神フリーザ!! - 集英社、1991年8月12日、ISBN 4-8342-1020-0

攻略本。基本操作や各ストーリー攻略などを解説、またフリーザ軍を地球の「カイシャ」で例えたら?といった内容も盛り込まれている。
玩具
- パーティジョイ ドラゴンボールZII 激神フリーザ!!